# Astra Triplane
L'Astra Triplane  fu un aereo  monomotore triplano sviluppato in Francia nella prima metà degli anni dieci del XX secolo e rimasto allo stadio di prototipo.

## Storia del progetto
Nel 1911, la società francese Société Astra des Constructions Aéronautiques costruì un aereo da cooperazione appositamente per una competizione di aerei militari emessa dall'Armée de terre nel 1910.  Sponsorizzato da Henri Deutsch de la Meurthe, Gabriel Voisin fu chiamato ad aiutare la ditta Astra a progettare e costruire un grande velivolo triplano costruito in tubi d'acciaio. Al concorso indetto risposero 42 costruttori aeronautici: Blériot, Bourgoin et Kessels, Passerat et Radiguel, Pons, Rep, Farman, Coanda, Borel et Morane, Roissart et Bellel, Antoinette, Astra, Nieuport, Voisin, Timaksion, Billard, Lagras, Clement et Bayard, Farman, Goupy, Bonnet-Labranche, Deperdussin, Zodiac, Hanriot, Fabre, Collin de Laminière, Bebin, Bréguet, Caillie, Savary, Guyot-Verdier, Etienne et Cie, Paulhan, Dhumbert, Dumnnt, Maurice, Sommer, Moreau, Lecomte, Clément. Legrand, Blanc, Lastenas-Lapers. Il concorso si tenne a Reims, alla presenza del generale Pierre Auguste Roques, ispettore permanente dell'Aéronautique Militaire.

## Descrizione tecnica
Aereo triplano, biposto monomotore. La configurazione alare era triplana, con ali di uguale apertura, collegate tra loro da montanti interalari a N realizzati in tubi d'acciaio e rinforzati da fili dello stesso metallo. L'apertura alare era di 13 m, con le ali larghe 1,250 m e distanti tra loro 1,20 m. All'estremità dell'ala superiore e di quella di mezzo vi erano gli alettoni di forma trapezoidale. L'ala inferiore era posta a soli 35 cm dal suolo, e alla sua estremità erano posti dei distanziali in tubo d'acciaio per impedire contatti indesiderati con il suolo. La  fusoliera aveva sezione quadrangolare, ed era ricoperta in tela, tranne per la parte dove si trovava il motore, che era ricoperta con fogli d'alluminio. Il propulsore era un Renault a 8 cilindri a V, raffreddati ad aria, erogante la potenza di 75 CV ed azionante un'elica Astra bipala lignea del diametro di 3 m. Il carrello d'atterraggio era triciclo, posteriore, costituito da quattro ruote (1.000x200), dotate di cerchi metallici, poste a coppie nella semiala inferiore e da altre due, più piccole, situate all'estremità della fusoliera. I posti per il pilota e per il passeggero erano situati nella parte centrale della fusoliera, sotto l'ala superiore e in mezzo a quella centrale. Sopra di essi si trovava il serbatoio per il carburante.

## Impiego operativo
Nel corso dei collaudi, effettuati dal pilota Gossin, il velivolo dimostrò mediocri caratteristiche di volo, e una certa fragilità del carrello di atterraggio e pertanto non ottenne ordini di produzione.